# هواگردسازی سییروا

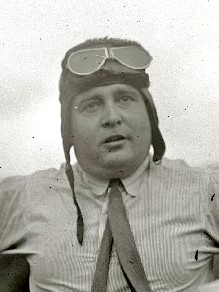
خوآن دلا سیروا در سال ۱۹۳۰ میلادی

هواگردسازی سییروا (به انگلیسی: Cierva Autogiro Company) یک شرکت سازنده هواچرخ بود که در سال ۱۹۲۶ توسط «خوآن دلا سییروا» اسپانیایی بنیانگذاری شد. وی به عنوان پدر صنعت هواچرخ شناخته می‌شود و پروژه‌های آزمایشی او الهام‌بخش طرح‌های آینده و ساخت بالگرد شدند. وی در سال ۱۹۳۶ در یک سفر هوایی درحالیکه با یک هواپیمای مسافربری داگلاس دی‌سی-۲ از انگلستان به هلند می‌رفت دچار سانحه شد و درگذشت. هواپیمای مسافربری با مه غلیظ روبرو شده و خلبان دید خود را از دست داد و سقوط کرد که ۱۵ سرنشین ازجمله خوآن سییروا کشته و ۲ نفر زخمی شدند ولی نجات یافتند. مرگ خوآن سییروا در ۴۱ سالگی موجب شد که او به رویاهایش نرسد ولی طرح‌های او الهام‌بخش آلمان نازی شد و مهندسان آلمانی یک هواچرخ آزمایشی با نام اف-دابلیو ۶۱ طراحی کردند که تنها ۲ فروند از آن تولید شد. انگلستان نیز با بهره‌گیری از تجربیات او، بالگرد آمیخته اف-بی۱ را ساخت که آن نیز تولید انبوه نشد.

## عکس محصولات شرکت سییروا

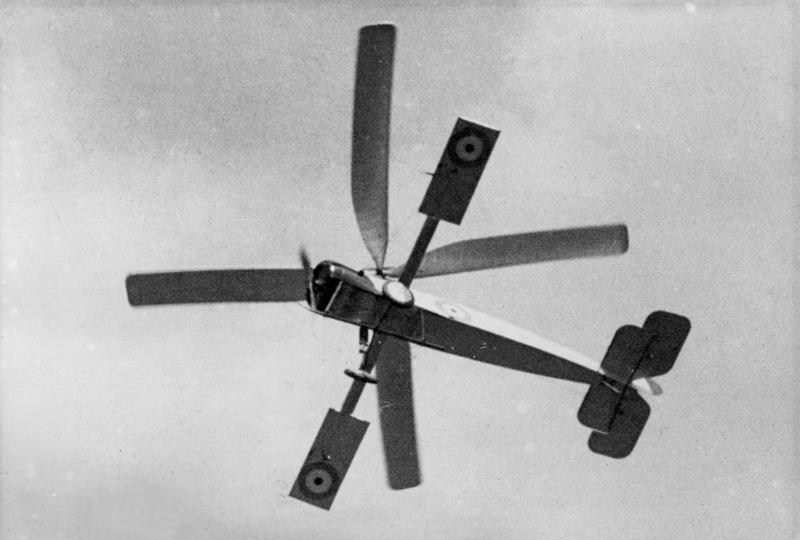
سی‌اروا سی.۶ (۱ فروند آزمایشی)
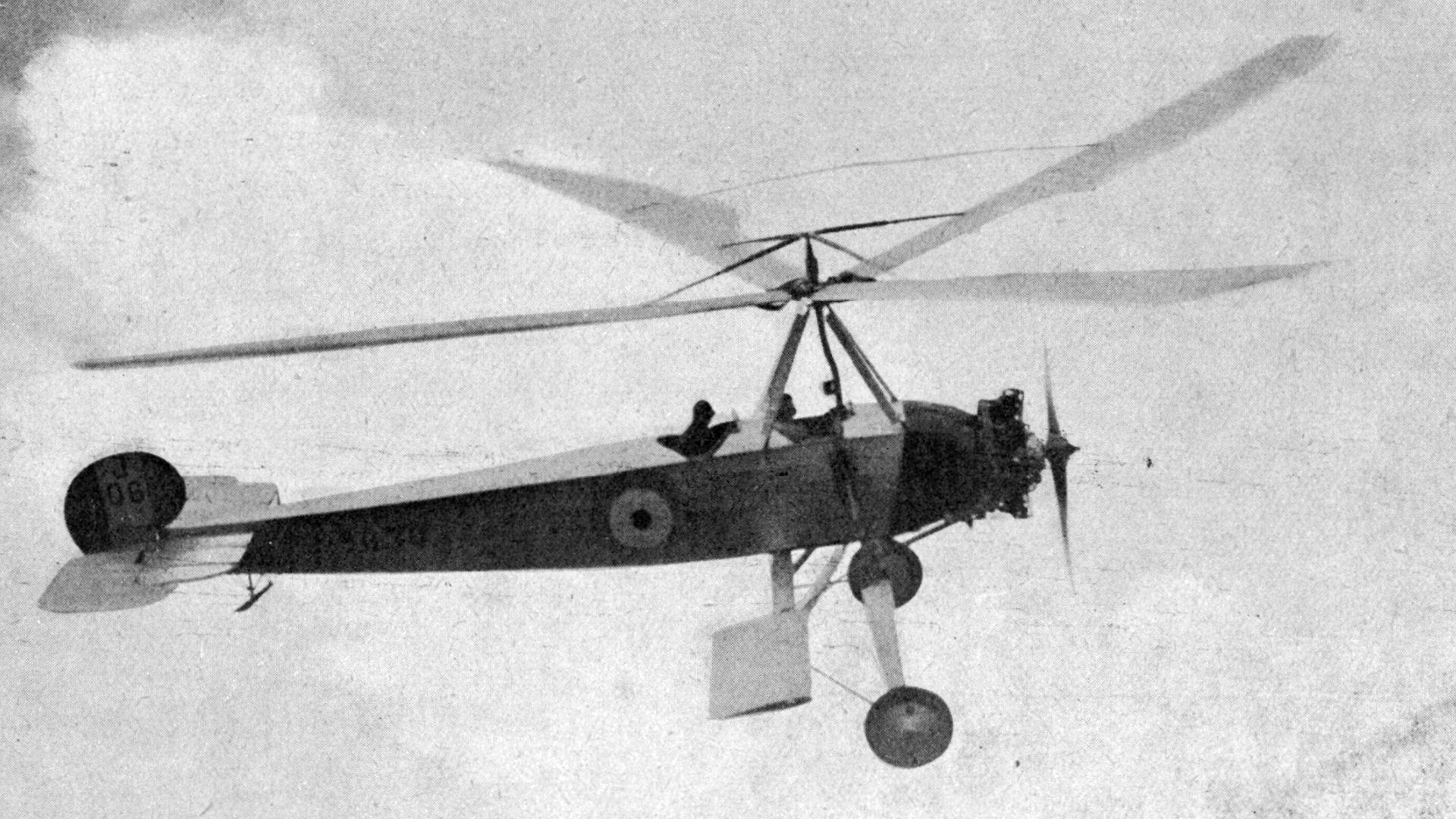
سییروا سی-۸ (۶ فروند)
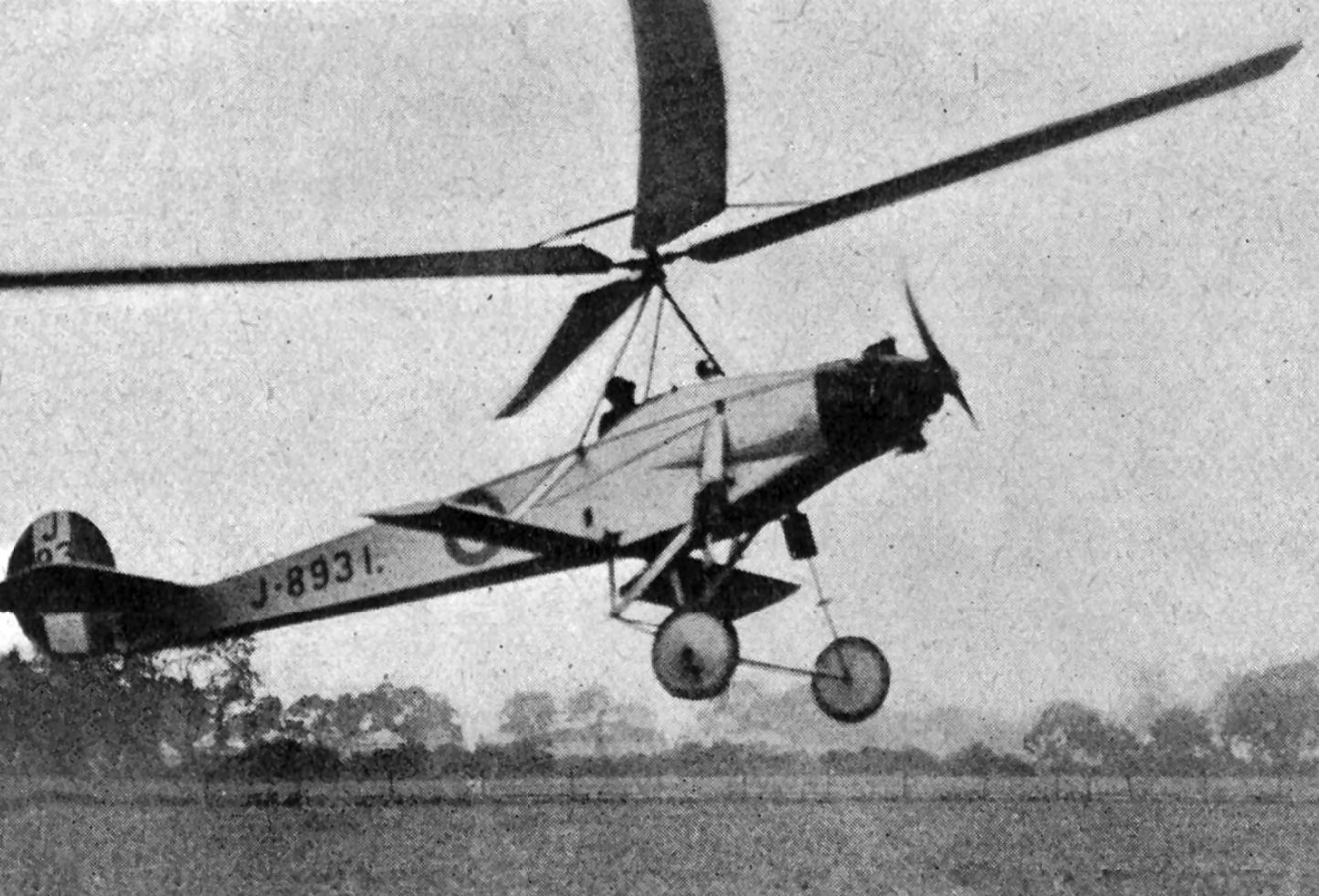
سی-۹ (۲ فروند)
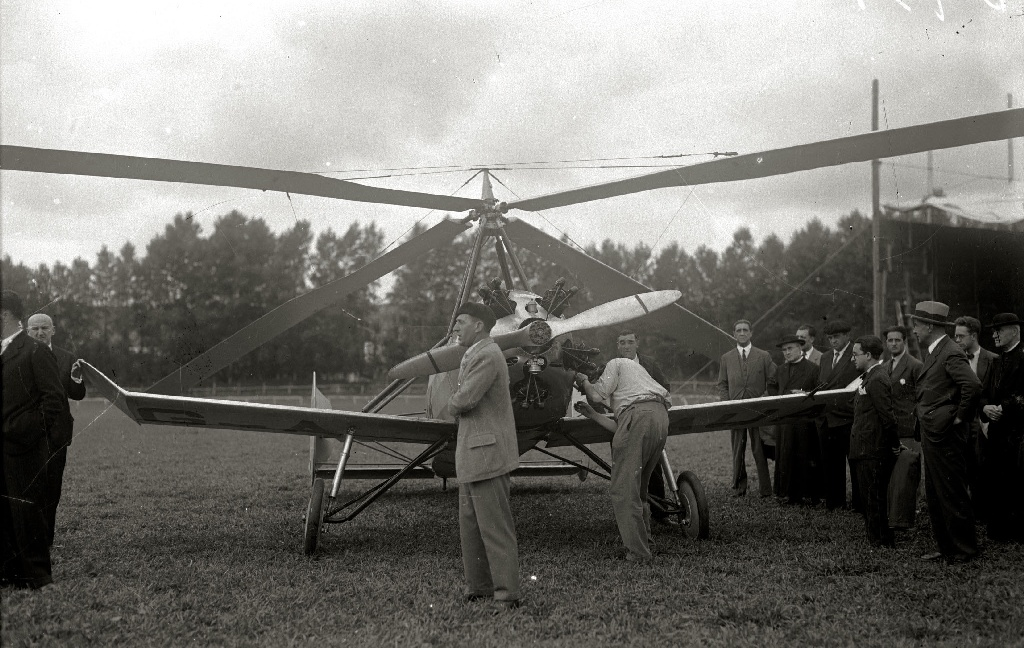
سی-۱۲ (۲ فروند)
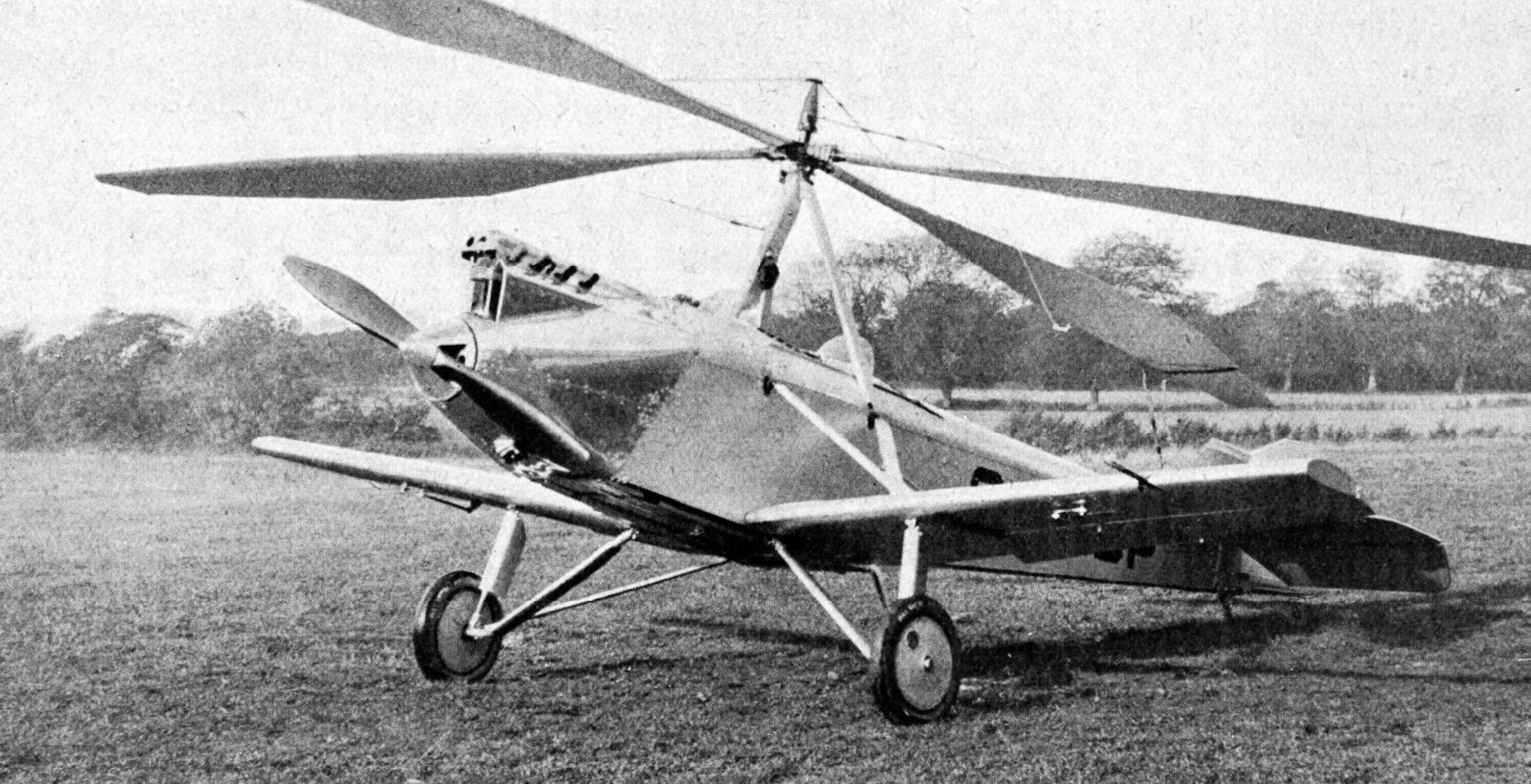
سی-۱۷ (۲ فروند)
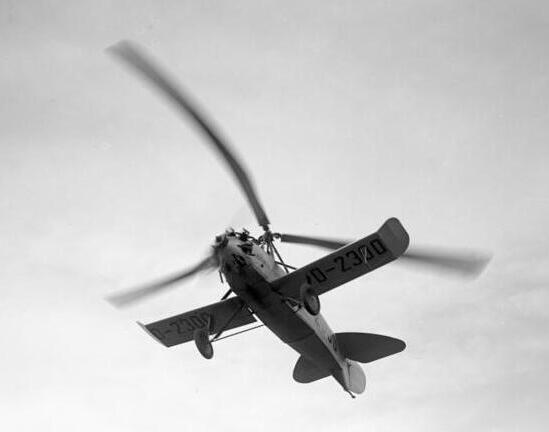
سی-۱۹ (بیش از ۳۰ فروند)
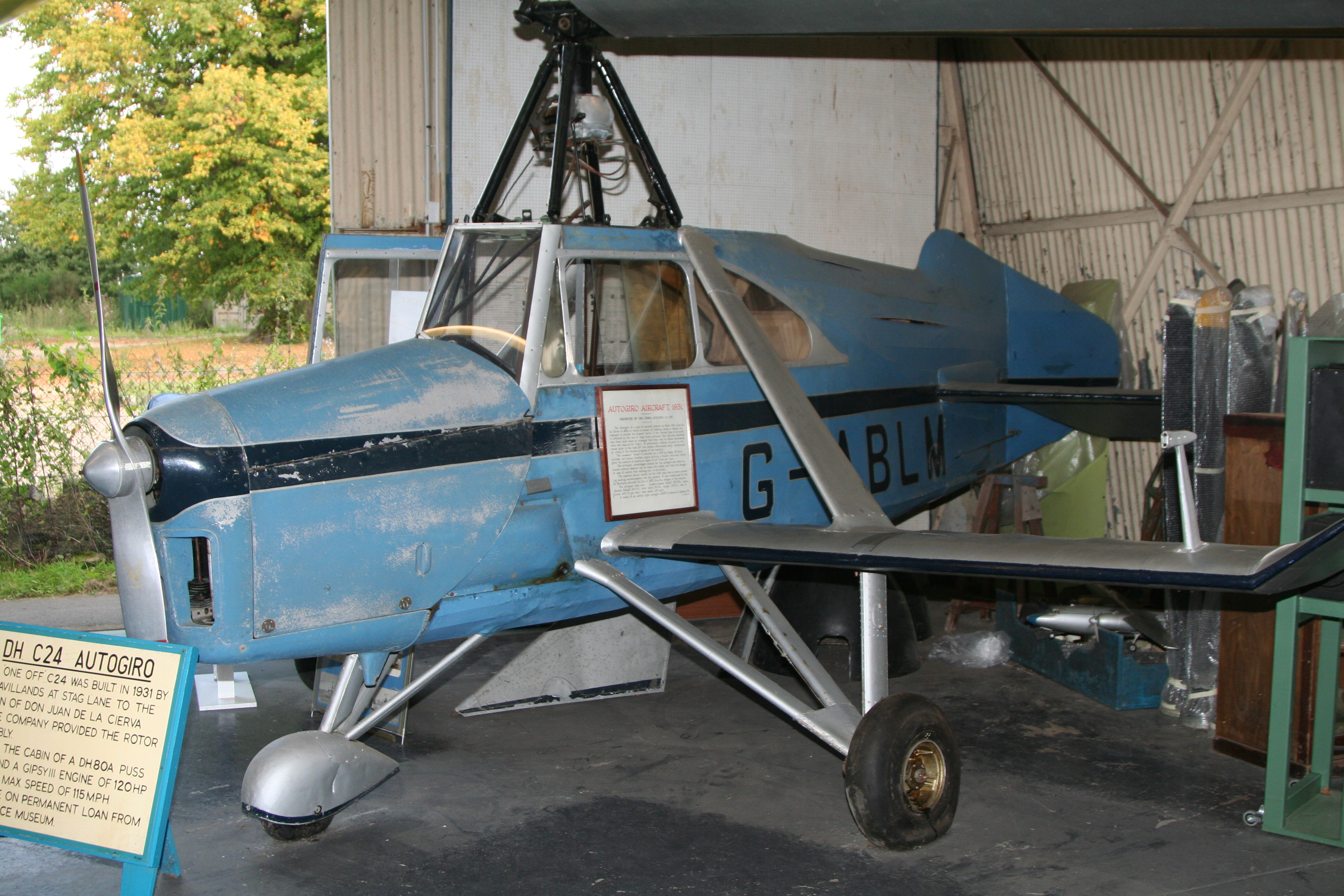
سی-۲۴ (۱ فروند)
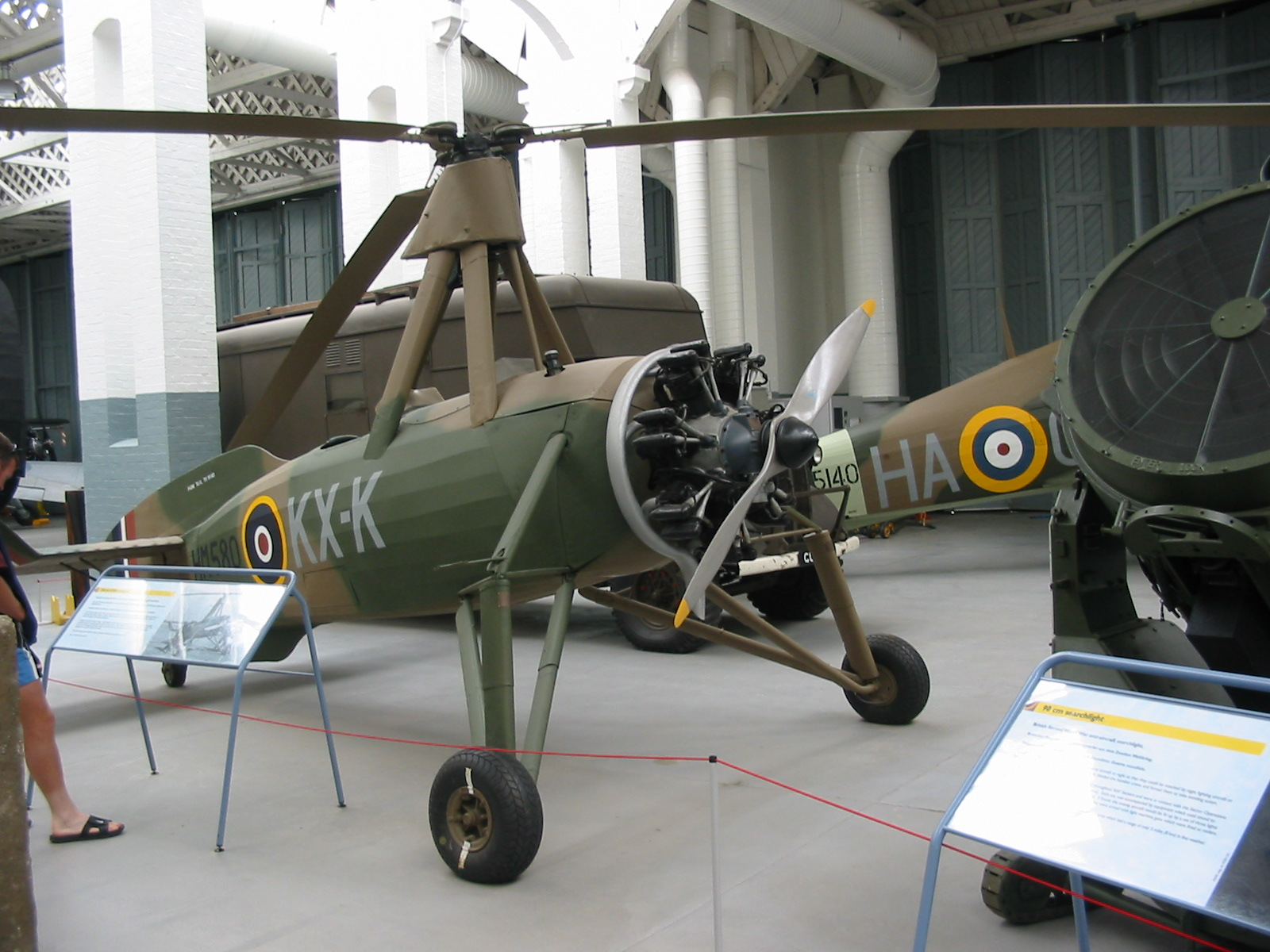
سی-۳۰ (۱۴۸ فروند)
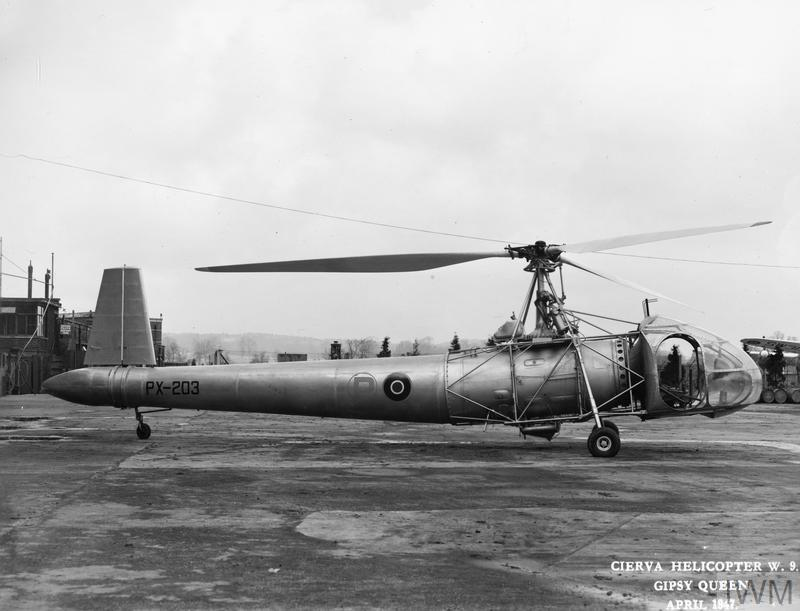
دابلیو-۹ (۱ فروند)
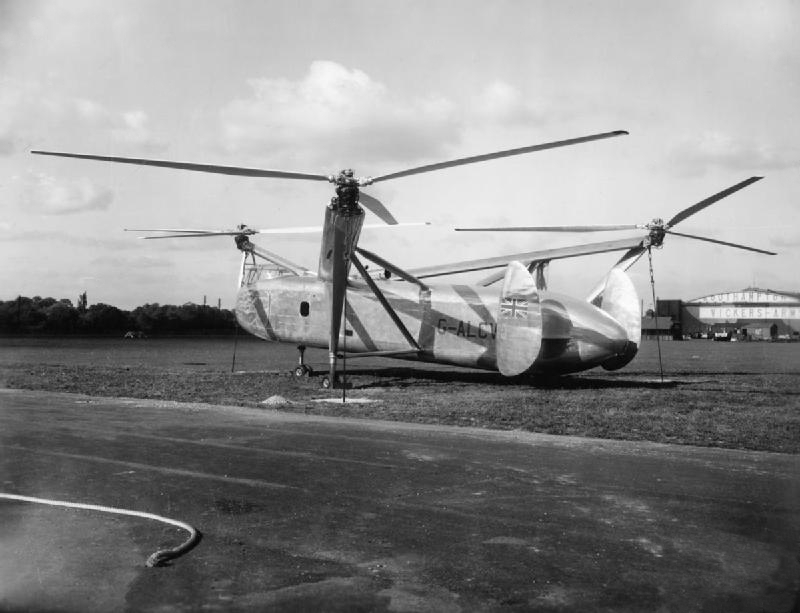
دابلیو-۱۱ (۲ فروند)
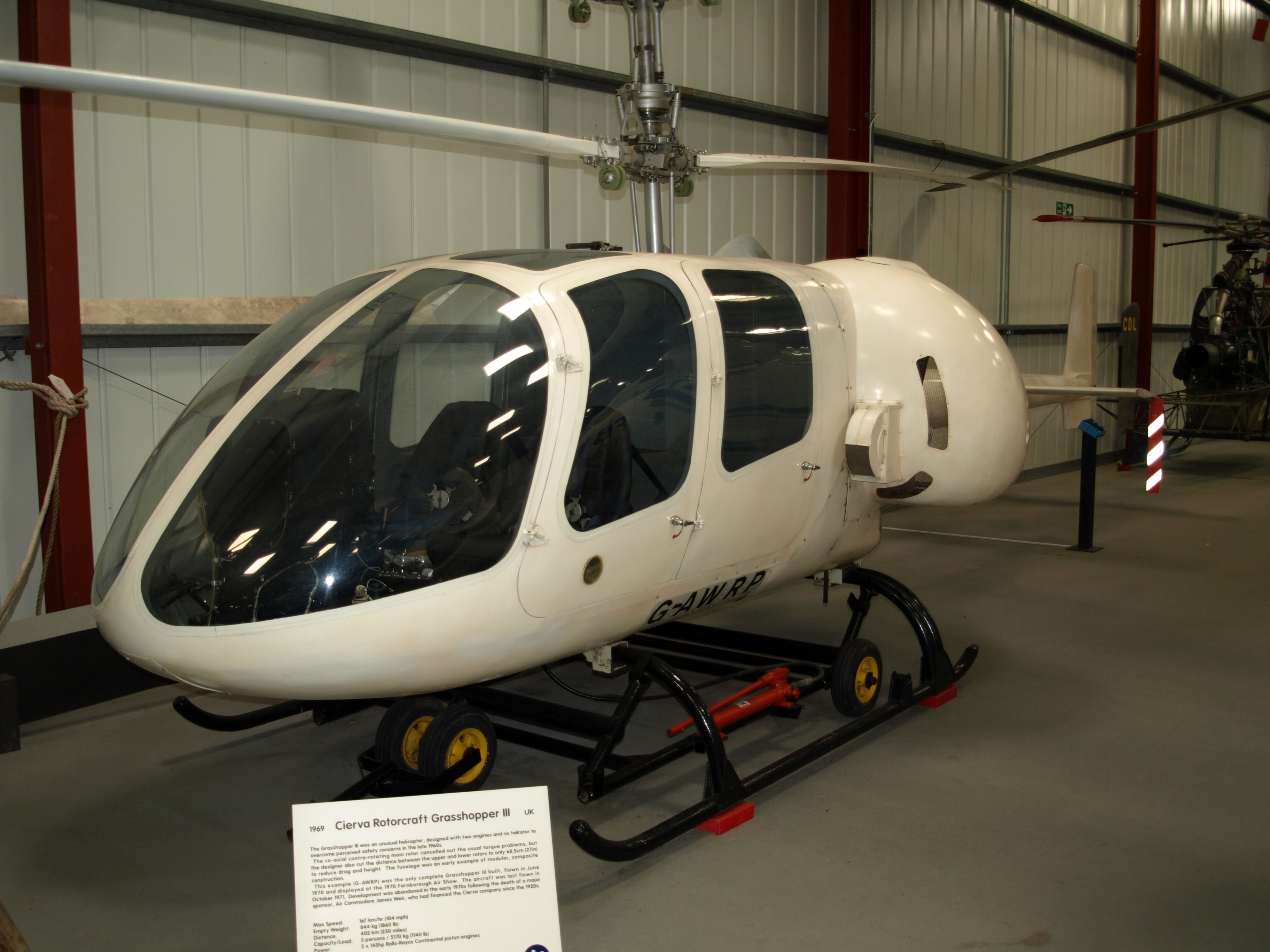
سی‌آر تویین (۳ فروند)